# Предраг Радојчић (лекар)
Др Предраг Радојчић је рођен 1927. године у Лесковцу, оснивач је офтамолошке службе у Лесковцу и њен први начелник.
Основну школу и гимназију завршио је у месту рођења, а Медицински факултет у Београду 1952. Специјалистички испит из Оториноларингологије положио је 1961. године.
Др Предраг Радојчић поред 50 и више штампаних радова у земљи и иностранству објавио је и 2 књиге: Обољење ува, носа и грла у свакодневној лесковачкој пракси и Отежано дисање кроз нос. Издавач ових стручних књига је СЛД у Лесковцу у 1976 и 1981. године.